# اس‌ام‌اس امدن (۱۹۰۸)
اس‌ام‌اس اِمدن (به آلمانی: SMS Emden) (اس‌ام‌اس مخفف Seiner Majestät Schiff به معنی کشتی اعلیحضرت) دومین و آخرین رزم‌ناو سبک کلاس درسدن نیروی دریایی امپراتوری آلمان بود که کار بر روی ساخت آن از سال ۱۹۰۶ در کارخانه کشتی‌سازی امپراتوری در دانزیگ آغاز شد و در ماه ژوئیه سال ۱۹۰۹ به پایان رسید.
اس‌ام‌اس درسدن کشتی خواهر این ناو در کلاس درسدن به حساب می‌آمد.
اس‌ام‌اس امدن بیشتر دوران خدمت خود را به شکل فرامرزی و در ناوگروه شرق آسیای آلمان مستقر در چینگ‌دائو، مستعمره این کشور در شرق چین گذراند. با آغاز جنگ جهانی اول، به فرماندهی ناخدا سوم کارل فون مولر به تنهایی در اقیانوس هند، کشتیرانی و مناطق ساحلی کشورهای متخاصم را مورد حمله قرار داد. این عملیات قریب به دو ماه به طول انجامید و امدن موفق شد در طی آن علاوه بر انهدام و به غنیمت گرفتن ۲۳ کشتی دیگر، ناو روسی ژمچوگ و ناوشکن فرانسوی موسکه را نیز غرق کند. از این رو امدن به عنوان موفق‌ترین ناو فرامرزی آلمان شناخته می‌شود.
نهایتاً نهم نوامبر سال ۱۹۱۴، درحالیکه عده ای از خدمه امدن جهت انهدام تأسیسات مخابراتی بریتانیایی در جزایر کوکوس، از آن خارج شده بودند، این ناو مورد حمله اچ‌ام‌ای‌اس سیدنی، ناو قدرتمندتر استرالیایی قرار گرفت و با تحمل خسارات فراوان از جمله بیش از ۱۳۰ کشته، جهت جلوگیری از غرق شدن خود را به ساحل رساند. خدمه باقیمانده امدن به اسارت دشمن درآمده و به مالت منتقل شدند.
افرادی که در این هنگام خارج از کشتی به سر می‌بردند، به رهبری هلموت فون موکه، افسر نخست ناو موفق شدند از چنگ دشمن بگریزند و به کمک کشتی کوچک‌تر دیگری از طریق امپراتوری عثمانی به آلمان بازگردند.
لاشه رها شده ناو امدن توسط امواج منهدم و چند دهه بعد توسط یک شرکت ژاپنی در همان محل اوراق شد.
برخی از قطعات باقی مانده از امدن همچون چند توپ آن، در موزه های مختلف از جمله موزه یادمان جنگ استرالیا نگهداری می شود و در معرض دید عموم است.

## طراحی و سایر مشخصات

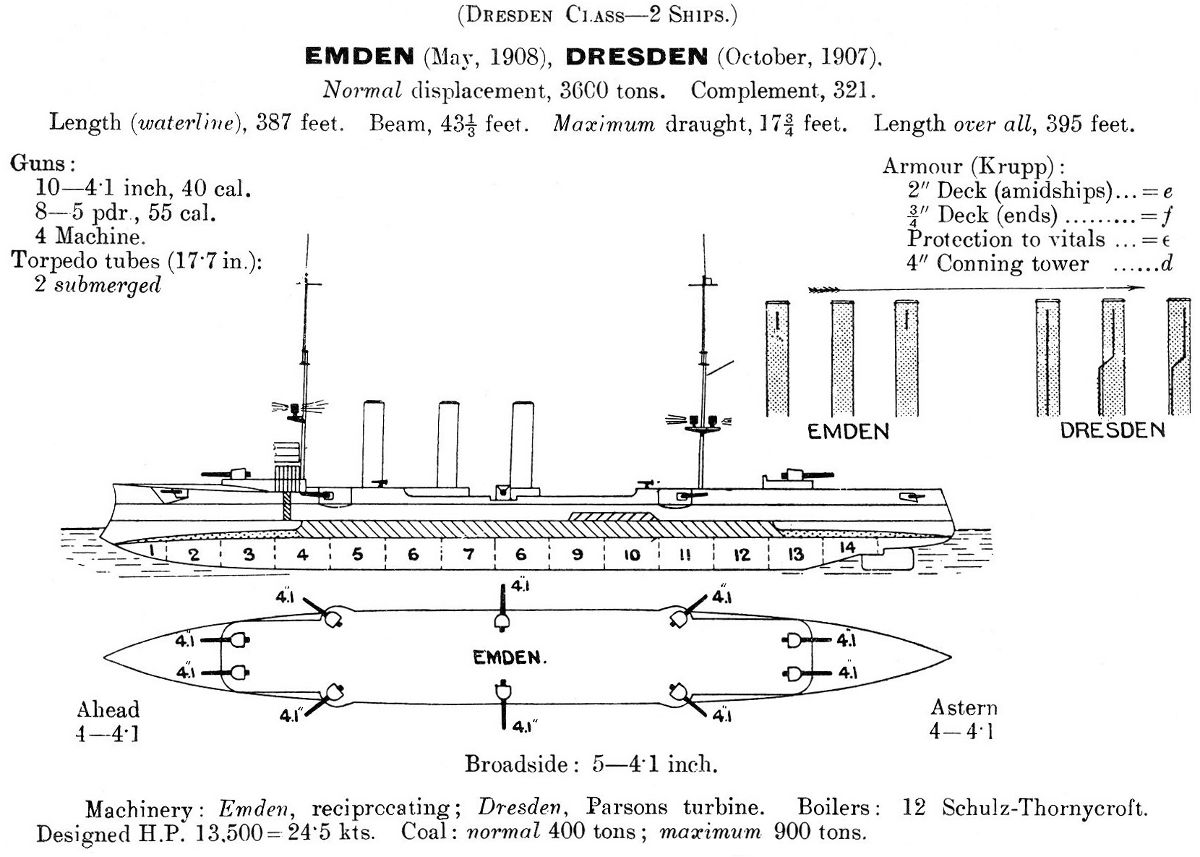
طراحی ناوهای کلاس درسدن

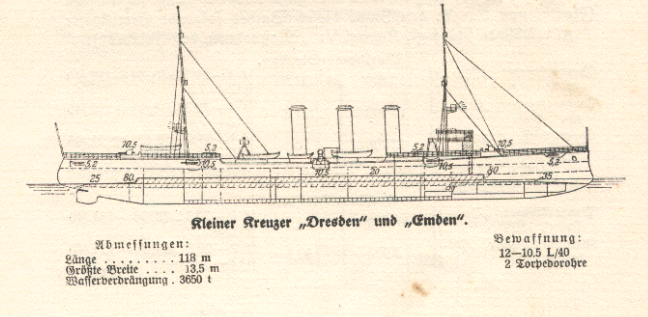
نمای جانبی رزم‌ناو سبک امدن

طراحی ناوهای سبک کلاس درسدن که امدن جزئی از آن بود پیشرفت چمشگیری نسبت به کلاس قدیمی تر قبلی یعنی کلاس کونیگسبرگ کرده بود. ناوهای این کلاس با همان توپ های اصلی، اندکی بزرگ تر و سریع تر (با موتور قدرتمندتر) بودند. بخش بدنه دارای دو کف و سیزده قسمت بود.
اس‌ام‌اس اِمدن می‌توانست حداکثر ۸۶۰ تن زغال‌سنگ با خود حمل کند. این ناو آخرین ناو آلمانی بود که به موتور بخار با انبساط سه‌گانه مجهز شده بود.
ناو دارای ده توپ SK L/40 با کالیبر ۱۰٫۵ سانتی‌متر با حداکثر زاویه ۳۰ درجه و برد ۱۲٬۲۰۰ متر بود که به شکل تکی نصب شده بودند. دو عدد از این توپ‌ها در کنار یکدیگر در جلوی سینه‌گاه، شش عدد در مرکز (سه عدد در هر طرف) و دو عدد دیگر نیز کنار یکدیگر در بخش پشتی ناو قرار داشتند. برای این توپ‌ها ۱۵۰۰ گلوله (هر یک ۱۵۰ گلوله) نگه داری می‌شد. تسلیحات ثانویه نیز شامل ۸ توپ SK L/55 با کالیبر ۵٫۲ سانتی‌متر (به صورت تکی و مجموعا با ۴۰۰۰ گلوله) و دو اژدرانداز ۴۵ سانتی‌متری (زیر خط آب و به همراه چهار اژدر) می‌گردید. همچنین امکان حمل ۵۰ مین دریایی نیز وجود داشت.
ناو هفت قایق از انواع مختلف از جمله دو قایق نجات در اختیار داشت.
هنگام سرچش سرعت ناو تا ۳۵ درصد کاهش پیدا می کرد.

## تاریخچه عملیاتی
ششم آوریل سال ۱۹۰۶ سفارش ساخت ناو امدن، به عنوان جاگزین ناو قدیمی اس‌ام‌اس فایِل، در کارخانه کشتی سازی امپراتوری در دانزیگ صادر گشت. کار ساخت ناو از اول نوامبر همان سال شروع و ۲۶ ماه مه سال ۱۹۰۸ پس از نام گذاری توسط لئو فوربرینگر، شهردار امدن به نام همان شهر، به آب انداخته شد.
با اتمام اقدامات پایانی، دهم ژوئیه سال ۱۹۰۹ ناو امدن وارد نیروی دریایی امپراتوری آلمان شد و از همان روز کارآزمایی دریایی یک‌ماهه خود را در دریای بالتیک آغاز کرد. امدن از ماه اوت در رزمایش سالانه پاییزی نیروی دریایی مشارکت نمود. در همین مدت کشتی سلطنتی هوهن‌تسولرن را به همراه قیصر ویلهلم دوم مشایعت نمود.
امدن پس از گذراندن موفقیت‌آمیز کارآزمایی، از اول ماه آوریل سال بعد وارد خدمت عملیاتی شد و در زمره ناوگروه شرق آسیای آلمان مستقر در چینگ‌دائو، مستعمره این کشور در شرق چین قرار گرفت.

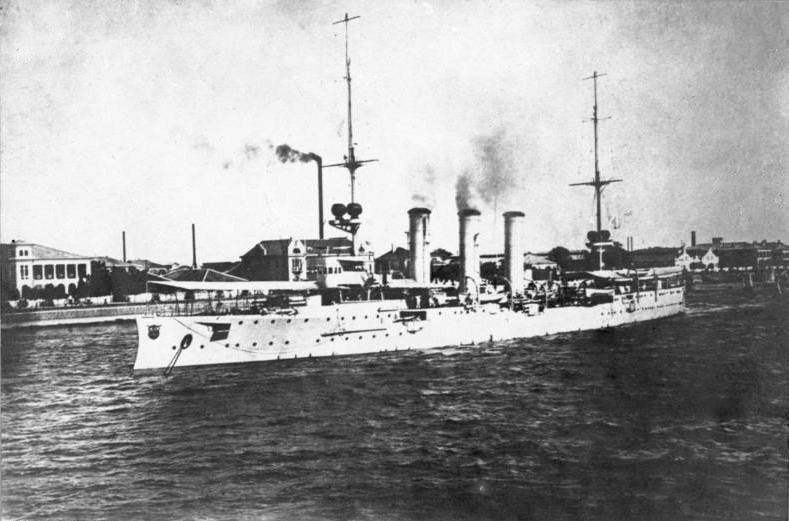
امدن در چینگ‌دائو، سال ۱۹۱۴

این ناو دوازدهم ماه آوریل به فرماندهی ناخدا سوم والدمار ولرتون بندر کیل را با هدف مقصد اولیه آمریکای جنوبی ترک کرد. یک ماه بعد وارد مونته‌ویدئو شد و با اس‌ام‌اس برمن، دیگر ناو آلمانی دیدار نمود. در این زمان هر دو ناو راهی بوئنوس آیرس شدند و از ۱۳ می به مدت دو هفته در آن جا مستقر بودند و آلمان را در جشن صدمین سالگرد استقلال آرژانتین، نمایندگی کردند. سپس راه دماغه هورن را پیش گرفتند و پس از گذر از آن، امدن در والپارایسو در شیلی متوقف شد اما برمن به مسیر خود تا پرو ادامه داد.
با توجه به عدم تأمین زغال‌سنگ با کفیت، عبور امدن از اقیانوس اطلس به سمت غرب، با تأخیر مواجه شد. نهایتاً با دریافت ۱۴۰۰ تن زغال‌سنگ از پایگاه دریایی تالکاهوانو در شیلی، ۲۴ ماه ژوئن سفر خود را آغاز کرد. امدن در مسیر با شرایط بد جوی روبرو و مجبور به یک توقف در جزیره ایستر گردید. دوازدهم ژوئیه پس از طی مسیر ۷٬۸۰۰ کیلومتری، برای پر کردن مجدد ذخیره به اتمام رسیده زغال‌سنگ، در پاپت در تاهیتی پهلو گرفت. سپس تا بیست و دوم ژوئیه خود را به آپیا در ساموآی تحت کنترل آلمان رساند. در این مکان برای نخستین بار به ناوگروه شرق آسیا پیوست.
این ناوگروه تا ماه اکتبر در ساموآ باقی ماند و سپس به جانب پایگاه اصلی خود در چینگ‌دائو حرکت کرد. نوزدهم سپتامبر امدن به همراه ناو زرهی اس‌ام‌اس شارنهورست، ناو سرفرماندهی ناوگروه به چینگ‌دائو رسید. امدن ۲۷ اکتبر تا ۱۹ نوامبر به رودخانه یانگ‌تسه فرستاده شد و از هانکو دیدار نمود. پیش از آن که در ۲۲ دسامبر جهت بازسازی سالانه به چینگ‌دائو بازگردد، دیداری هم از ناگاساکی در ژاپن به عمل آورد.
با به وقوع پبوستن شورش محلی‌ها در پوناپی، برنامه تعمیرات لغو و بیست و هشتم دسامبر به عنوان نیروی کمکی برای بازگرداندن آرامش به سمت جزایر کارولین ارسال شد. امدن در راه به اس‌ام‌اس نورنبرگ ملحق گردید و اواسط ژانویه سال ۱۹۱۱ هر دو پس از رسیدن به مقصد شروع به گلوله‌باران مواضع کوهستانی شوروشی‌ها کردند. خدمه امدن و نیروی‌های پلیس محلی تا اواخر ماه فوریه موفق به سرکوب کامل یاغیان شدند. خدمه امدن و سایر آلمانی‌های حاضر در منطقه، مراسمی به افتخار کشته‌های عملیات برگزار کردند تا این ناو اول ماه مارس به مقصد چینگ‌دائو و با گذر از گوآم جزایر را ترک کند.
هنگامی که در نوزدهم ماه مارس مجدداً وارد چینگ‌دائو گردید این بار کار تعمیر بر روی آن آغاز شد. اواسط سال ۱۹۱۱، در گشت زنی که حوالی ژاپن صورت می‌داد، به صورت تصادفی با یک کشتی ژاپنی برخورد کرد که موجب لزوم تعمیر دوباره آن در اسکله خشک چینگ‌دائو شد.
این بار با بروز انقلاب شین‌های در چین در دهم اکتبر، جهت محافظت از اتباع اروپایی حاضر در منطقه، بار دیگر وارد یانگ‌تسه گردید. اوایل ماه دسامبر برای کمک به کشتی به گل نشسته آلمانی دایکه ریکمر، راهی اینچئون در کره (تحت کنترل ژاپن) شد. پس از دیدار از چند بندر دیگر ژاپنی و چینی، فوریه سال ۱۹۱۳ به چینگ‌دائو بازگشت. ماه مه ناخدا سوم کارل فون مولر به فرماندهی امدن منصوب گشت. در ادامه به گشت زنی و سرکشی به مستعمرات آلمان در اقیانوس آرام از جمله گینه نو پرداخت. بالا گرفتن نا آرامی‌ها در چین، جهت مراقبت از منافع آلمان از جمله خطوط تجاری کشتیرانی، خود را مجدداً به آن جا رساند و در چندین مورد با شورشی‌ها درگیر شد. مولر به سبب درخشش خود و ناوشش در این عملیات مفتخر به دریافت نشان درجه سه تاج سلطنتی با شمشیرها گردید.
با سر زدن مجدد به ژاپن، ماه اوت سال ۱۹۱۳ در شانگهای حضور یافت.
دیگ‌های بخار و سایر تجهیزات امدن برای آخرین بار در فوریه سال ۱۹۱۴ مورد تعمیر قرار گرفت. ماه مارس بار دیگر این بار با یک قایق اژدرانداز ژاپنی برخورد کرد که باعث آسیب دیدن پروانه آن شد.

### جنگ جهانی اول
نیمه نخست سال ۱۹۱۴، امدن به گشت‌زنی معمول خود در آب‌های ژاپن و چین بدون بروز هیچ حادثه ای ادامه داد. هنگام بروز تنش‌های ترور آرشیدوک فرانتس فردیناند در اروپا، امدن تنها ناو آلمانی مستقر در چینگ‌دائو بود. با آغاز رسمی جنگ جهانی اول در سی و یکم ماه ژوئیه سال ۱۹۱۴، امدن به تنهایی شروع به حمله به خطوط کشتیرانی تجاری دشمن حوالی تنگه تسوشیما بین کره و ژاپن کرد.
دو روز بعد، دوم ماه اوت آلمان به روسیه اعلان جنگ کرد و امدن همان روز ریازان، کشتی بخار روسی را جنوب شرقی کره به عنوان نخستین غنیمت نیروی دریایی آلمان در جنگ، تصاحب گرفت. این کشتی که چند سال پیش از آن توسط خود آلمانی‌ها ساخته شده بود، به چینگ‌دائو فرستاده و تحت عنوان اس‌ام‌اس کُرموران به کمک تجهیزات یک ناو قدیمی از کار افتاده با همان نام، به یک کشتی مسلح جهت حمله به کشتی‌های تجاری تبدیل شد.
پنجم اوت به فرمان ماکسیمیلیان فون اشپی، فرمانده ناوگروه، امدن به همراه دو کشتی دیگر به جهت الحاق به اشپی به سمت جزیره پاگان در جزایر ماریانا حرکت کرد و یک هفته بعد به مقصد رسید. اشپی که متوجه شده بود ژاپن به زودی علیه آلمان وارد جنگ خواهد شد و قصد دارد به چینگ‌دائو و سایر پایگاه های آلمان در آسیا و اقیانوسیه حمله و ناوگروه را مورد تعقیب قرار دهد، با توجه به ضعف نسبی و در محاصره دشمنان قرار داشتن، تصمیم گرفت ناوگان خود را به آمریکایی جنوبی منتقل نماید تا از آنجا به سمت آلمان حرکت کند. به پیشنهاد مولر و موافقت اشپی، امدن به عنوان مدرن‌ترین و پر سرعت‌ترین ناو، به منظور منحرف کردن توجه دشمن به خود هنگام بازگشت ناوگروه به آلمان و برای عملیات مستقلانه جهت حمله به خطوط تجاری دشمن در اقیانوس هند، از ناوگروه جدا شد.

#### مهاجم مستقل

مسیر حرکت امدن در اقیانوس هند

چهاردهم اوت امدن و یک کشتی فله‌بر دیگر به نام مارکومانیا (جهت زغال‌سنگ) به سمت اقیانوس هند به راه افتادند. با توجه به حضور اس‌ام‌اس کونیگسبرگ، در غرب اقیانوس هند، مولر تصمیم گرفت خطوط کشتیرانی بین سنگاپور، کلمبو و عدن را هدف قرار دهد.
امدن با گذر از دریاهای ملوک و باندا به طرف اقیانوس هند رفت. در راه قصد دریافت زغال‌سنگ از جزیره جامپی در هند شرقی هلند را داشت که با متوقف شدن توسط ترومپ، ناو دفاع ساحلی و اصرار هلندی‌ها بر بی‌طرفی، با امتناع آن‌ها روبرو شد.
هنگام عبور از تنگه لومبوک، افسران رهگیری امدن موفق شدند پیام‌های رادیویی ناو زرهی بریتانیایی اچ‌ام‌اس همپشایر را مورد شنود قرار داده و از حضور آن مطلع شوند. به جهت مخفی نگاه داشتن عملیات، یک دودکش ساختگی دیگر توسط خدمه ایجاد گردید تا موجب مشابهت آن با ناوهای بریتانیایی و ژاپنی شود. رنگ ناو نیز به همانند ناو های بریتانیایی تغییر کرده بود. این ناو سپس از جانب غربی جزیره سوماترا به راه خود به سمت اقیانوس هند ادامه داد.
امدن پنجم سپتامبر وارد خلیج بنگال شد. با عاید نشدن نتیجه خاصی در این منطقه، خود را دهم سپتامبر به مسیر بین کلمبو و کلکته رساند. در این مکان موفق شد کشتی فله‌بر یونانی پونتوپوروس که برای بریتانیایی‌ها تجهیزات حمل می‌کرد، را تصاحب کند. با تعهد به پرداخت مواجه خدمه آن، این کشتی تحت امر مولر قرار گرفت. در همین مدت پنج کشتی دیگر نیز به غنیمت درآمدند. ایندوس و لوات، دو کشتی حمل نیرو به همراه دو کشتی دیگر غرق شده و یک کشتی بخار به نام کابینگا مجبور به انتقال خدمه باقی مانده از آن‌ها شد. سیزدهم سپتامبر کابینگا رها و دو کشتی بریتانیایی دیگر غرق شدند. در دهانه رود گنگ، امدن با یک کشتی تجاری نروژی برخورد نمود که پس از تفتیش آن و عدم کفش کالای نامطلوب، آزادسازی شد. نروژی‌ها به مولر اطلاع دادند که کشتی‌های جنگی دشمن در حال عملیات در منطقه هستند. همین امر موجب شد امدن سمت مناطق غربی حرکت کرد.
امدن یک کشتی باری ایتالیایی را متوقف و سپس رها کرد. خدمه همین کشتی مراتب این اتفاق و حضور امدن در منطقه را به بریتانیایی‌ها گزارش دادند. بریتانیایی با اطلاع یافتن از این موضوع، بلافاصله اعلام خاموشی کرده و کشتیرانی در منطقه را متوقف نمودند. به دستور دریاسالار مارتین جرام، فرمانده نیروهای بریتانیایی در چین، ناوهای همپشایر و یارموت و ناو محافظت‌شده ژاپنی چیکوما مسئول یافتن امدن شدند. ناو زرهی مینوتور و رزم‌ناو ژاپنی ایبوکی نیز شروع به گشت زنی جهت مراقبت از پایگاه‌های زغال‌سنگ که ممکن بود هدف قرار گیرند، کردند.

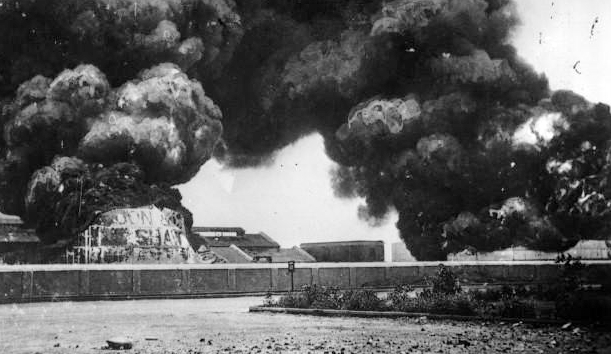
آتش‌سوزی مخازن نفت مورد حمله امدن در مدرس

اواخر ماه سپتامبر، مولر تصمیم گرفت جهت قدرت نمایی و خدشه دار کردن حیثیت بریتانیایی‌ها بندر مَدرَس در جنوب شرقی شبه‌قاره هند را گلوله‌باران کند. ساعت ۲۰ روز بیست و دوم سپتامبر امدن وارد بندر بندر مدرس شد و خود را به فاصله تقریبی ۲۷۰۰ متری از اسکله رساند. با وجود فرمان خاموشی، بندر به‌طور کامل روشن بود. امدن به سمت دخایر پایانه نفتی متعلق به شرکت نفت برمه در بندر آتش گشود و دو مخزن را به شکل کامل منهدم کرد و به سه مخزن دیگر و یک کشتی تجاری آسیب زد. در این اقدام در مجموع نزدیک به ۱۳۰ گلوله از توپ‌های امدن شلیک گردید و قریب به ۱٫۳ میلیون لیتر سوخت از بین رفت.
در ماه اول عملیات امدن میزان صادرات از اقیانوس هند بیش از ۶۰ درصد کاهش یافت.
پس از پایان کار در مدرس، امدن در ابتدا قصد پیوستن به کشتی‌های فله‌بر خود در جزیره سیمئولوئه (اندونزی) را داشت اما تصمیم گرفت سری به سواحل غربی سیلان بزند. بیست و پنجم سپتامبر دو کشتی تجاری تایورشه و کینگ لوند را غرق نمود و دو روز بعد کشتی فله‌بر بورسک را با بار زغال‌سنگ با کیفیت، به غنیمت گرفت. عده ای از خدمه جهت به کار بردن بورسک در پشتیبانی از عملیات امدن، وارد کشتی فله‌بر شدند. همان روز دو کشتی دیگر بریتانیایی با نام‌های رایبریا و فویل به عمق دریا فرستاده شدند.
در پی کمبود زغال‌سنگ، امدن بیست و نهم سپتامبر به مالدیو رفت و در عرض یک روز ذخایر خود را تکمیل نمود. دو روز بعدی با گشتزنی در مسیرهای کشتیرانی بین عدن، استرالیا، کلکته و موریس شکاری نصیب امدن نشد تا خود را به جزیره دیه‌گو گارسیا رساند تا موتور ناو تعمیر شود و خدمه مدتی استراحت کنند. نیروهای بریتانیایی حاضر در دیه‌گو گارسیا که از حالت جنگ بین کشورشان و آلمان خبر نداشتند، به گرمی از خدمه امدن پذیرایی کردند. مدت حضور در این جزیره تا دهم اکتبر به طول انجامید.
دوازدهم اکتبر مارکومانیا، یکی از کشتی‌های فله‌بر امدن، هنگامی که در حال انتقال بار کشتی فله‌بر یونانی غنیمتی پونتوپوروس به مخزن خود بود، پس از اقدام به فرار ناموفق، حوالی سوماترا تسلیم ناو بریتانیایی یارموت شد. بریتانیایی‌ها پس از تخلیه و دستگیر کردن خدمه مارکومانیا، این شناور را غرق کردند.
امدن در حال جست و جو در غرب سیلان، مجدداً پیام‌های بیسیم همپشایر را رهگیری کرد سپس سیزدهم اکتبر به سمت مجمع‌الجزایر چاگوس رهسپار شد. پانزدهم اکتبر کشتی بخار بریتانیایی بنمور را نزدیکی مینیکوی توقیف و روز بعدغرق کرد. در طول پنج روز آینده امدن توانست به پنج کشتی دیگر نیز دست یابد. یکی از این کشتی‌ها به عنوان فله‌بر استفاده شد، سه کشتی دیگر غرق شدند و کشتی پنجم خدمه کشتی‌های دیگر را به بندر منتقل کرد.

#### حمله به پنانگ
مولر برنامه یک حمله غافلگیرانه به پنانگ در مالایای بریتانیا، یکی از مهم ترین پایگاه های دریایی متفقین را طرح‌ریزی کرد. امدن در جزایر نیکوبار محموله زغال‌سنگ دریافت و با هدف رسیدن به مقصد هنگام سپیده دم، شب بیست و هفتم اکتبر به سمت پنانگ حرکت کرد. ساعت سه بامداد بیست و هشتم اکتبر، درحالیکه دودکش چهارم جهت مخفی نگاه داشتن هویت، دوباره علم شده بود، با چراغ های خاموش وارد بندرگاه پنانگ گردید. خدمه امدن در بررسی خود از بندرگاه به سرعت یک کشتی جنگی با چراغ‌های روشن شناسایی کردند که ناو محافظت‌شده روسی ژمچوگ بود. ژمچوگ بدون نگهبان و با خدمه در حال خوش گذرانی درون ناو، در حال تعمیر دیگ بخار خود بود و نمی‌توانست تکان بخورد. از طرفی سیستم تغذیه مهمات از کار افتاده و تسلیحات نیز آماده شلیک نبودند.
گفته می شود امدن با شنود مکالمات رادیویی دشمن، از پیش از شرایط بندر پنانگ آگاهی یافته بود.
امدن پس از عیان نمودن هویت حقیقی ناو با برافراشتن پرچم دریایی امپراتوری آلمان، خود را در فاصله ۲۷۰ متری ژمچوگ قرار داد. مولر دستور به شلیک یک اژدر به سمت ناو هدف و سپس آتش توپ‌های ۱۰٫۵ سانتی‌متری صادر نمود. این حملات خسارت سنگینی بر دشمن وارد کرد. در حالیکه که توپ‌ها همچنان در حال کوبیدن ژمچوگ شعله‌ور بودند، به فرمان مولر یک اژدر دیگر به طرف آن رها شد. عده ای از خدمه ژمچوگ توانسته بودند چند توپ را به کار بیندازد اما هیچ‌یک از گلوله‌ها به امدن اصابت نکرد و به اشتباه به یک کشتی تجاری متوقف شده در بندر برخورد نمود. پس از چرخش امدن،  برخورد اژدر دوم باعث انفجار مهیب در قسمت مهمات جلو و دو نیم شدن ناو دشمن گردید. پیش از فروکش کردن آتش و دود که تا ارتفاع ۱۵۰ متری شعله کشیده بود، ژمچوگ در امواج اقیانوس فرورفته و جز قطعات کوچکی از دکل آن چیز دیگری بر سطح آب باقی نمانده بود. فرمانده ناو روسی که در این هنگام برای دیدار با همسر (به نقلی معشوقه) خود خارج از ناو حضور داشت، از هتل محل اقامتش در حال نظاره غرق شدن ناو خود بود.
انهدام ژمچوگ ۸۱ ملوان روس را به کشتن داد که جسد هفت تن از آنان هیچگاه یافت نشد. قریب به ۱۳۰ تن دیگر هم زخمی شدند که هفت نفر از آن ها نیز بعدا در اثر شدت جراحات کشته شدند. شلیک ناو قدیمی دیبرویل و ناوشکن آسیب دیده فروند وابسته به نیروی دریایی فرانسه به سمت امدن نیز تأثیری بر این حادثه نداشت و مورد بی توجهی ناو آلمانی قرار گرفت.
به جهت اجتناب از رو در رو شدن با کشتی‌های جنگی قدرتمندتر، امدن اقدام به ترک بندر نمود. بلافاصله پس از خروج از بندرگاه با اس‌اس گلن تورت، کشتی باری بریتانیایی با محموله مهمات برخورد کرد. درحالیکه که خدمه به قصد تصاحب کشتی باری در حال ورود به آن بودند، با شناسایی کشتی جنگی در حال نزدیک شدن، فرمانده دستور به بازگشت خدمه داد.
کشتی جنگی مورد نظر موسکه، ناوشکن فرانسوی بود که در حال بازگشت از گشتزنی، با غافلگیری آمادگی نبرد با امدن را نداشت. با توجه به برافراشتن دودکش چهارم و شباهت نسبی امدن به ناوهای سبک بریتانیایی و ژاپنی، موسکه که روز گذشته قادر به تشخیص دشمن نشده بود. با دریافت نخستین گلوله‌های شلیک شده از امدن و مرگ فرمانده، مقابله به مثل با آتش توپ‌های ضعیف و کوتاه برد و اقدام به فرار ناموفق نیز نتوانست موجب نجات آن شود. با وجود این که ناوشکن به سبب خسارات فراوان، توان گریز نداشت، ناو آلمانی با توجه به ترس از اژدرهای آن، برافراشته نشدن پرچم سفید و عدم اطمینان نسبت به پیشنهاد تسلیم طرف مقابل، از فاصله زیاد بار دیگر ناوشکن را مورد هدف قرار داد که با مرگ ۴۰ نفر از خدمه آن، به سرعت غرق شد. پس از جمع‌آوری ۳۶ خدمه باقی مانده ناوشکن از جمله یک افسر (مرگ ۳ نفر طی دو روز در اثر شدت جراحات) و پیش از رسیدن سایر کشتی‌های جنگی دشمن، امدن ساعت هشت صبح با سرعت تمام از پنانگ دور شد.
یک ناوشکن دیگر فرانسوی برای مدتی امدن را تعقیب کرد اما با بروز مشکل فنی و پدیداری طوفان به بندر بازگشت.
دو روز بعد، سی اکتبر امدن با متوقف کردن نیوبرن، کشتی باری بریتانیایی، ملوانان فرانسوی موسکه را به آن انتقال داد تا با ارسال به هند شرقی هلند مورد مداوا قرار گیرند. سپس به جانب جنوب حرکت کرد تا در سیمئولوئه به بورسک، فله‌بر غنمت گرفته شده خود برسد.
عملیات مؤثر و موفق امدن در پنانگ باعث شد شوک بزرگی به متفقین وارد شود. از این رو آن‌ها حرکت کاروان‌های بزرگ نیرو از استرالیا و نیوزیلند را تا زمان تأمین ناوگان حفاظتی کافی به تعویق انداختند.

#### حمله به جزایر کوکوس
مولر این بار بر آن شد تا به پایگاه زغال‌سنگ بریتانیا در جزایر کوکوس یورش ببرد. امدن همچنین با انهدام ایستگاه ارتباط بیسیم در این جزایر، می‌توانست کشتی‌های بریتانیایی را از تعقیب خود وابدارد. در راه با حضور دو روزه در تنگه سوندا چیزی عایدش نشد. نهایتاً ساعت شش صبح نهم نوامبر از جانب شمال شرقی خود را به جزایر کوکوس رساند. به جهت آن که هیچ کشتی جنگی در منطقه مشاهده نشد، مولر ۴۶ نفر از خدمه از جمله سه افسر را به رهبری هلموت فون موکه، افسر نخست ناو در خشکی پیاده نمود. این افراد چهار مسلسل با ۲۰۰۰ فشنگ، ۲۹ تفنگ گ۹۸ و ۲۴ تپانچه همراه خود داشتند.
افراد حاضر در ایستگاه بدون هیچ مقاومتی تسلیم موکه و نیروهایش شدند اما پیش از آن با وجود تلاش امدن برای پارازیت انداختن بر روی پیام‌های رادیویی، توانستند حضور یک کشتی ناشناس را گزارش کنند. این پیام توسط اچ‌ام‌ای‌اس سیدنی، ناو استرالیایی که در فاصله ۱۰۰ کیلومتری در حال اسکورت یک کاروان نیروهای استرالیایی بود، دریافت شد. سیدنی بلافاصله به امید غافلگیر کردن ناو دشمن با حداکثر سرعت به سمت جزایر کوکوس حرکت کرد. امدن قادر به شنود پیام مخابره شده از کشتی ناشناس در حال نزدیک شدن به ایستگاه شد اما فاصله آن را به اشتباه ۴۶۰ کیلومتر محاسبه کرد. بدین سبب وقت در اختیار خود تا رسیدن کشتی ناشناس را بسیار بیش از آنچه بود در نظر گرفت.
ساعت ۹، دیده‌بانان امدن خبر از مشاهده دود یک کشتی در افق دادند و نیم ساعت بعد آن را یک کشتی جنگی که با سرعت بالا نزدیک می‌شود، توصیف نمودند. در این هنگام موکه و نفراتش همچنان در خشکی بودند و وقت کافی برای برداشتن آن‌ها موجود نبود.
سیدنی از فاصله ۸۷۰۰ متری سمت حرکت خود را به موازات امدن تغییر داد. با وجود این که طرف مقابل هنوز به شکل کامل شناسایی نشده بود، آتش نخست از توپ‌های امدن به سمت دشمن گشوده شد. در سومین نوبت از شلیک توپ‌ها امدن موفق شد فاصله را اندازه‌گیری کند. توپچی‌های امدن هر ده ثانیه به سمت هدف شلیک می‌کردند. مولر امیدوار بود پیش از آماده شدن توپ‌های سنگین تر سیدنی، با آتش سنگین و معتدد توپ‌های ناو خود بر حریف غالب شود. دو گلوله امدن با سیدنی برخورد کردند که یکی برجک عقب کنترل آتش را از کار انداخت و دیگری با وجود اصابت به محفظه مهمات، منفجر نشد. با وجود مقابله به مثل فوری به شکل شلیک‌های ناموفق، زمان بیشتری برای سیدنی به طول انجامید تا بتواند میزان فاصله را به دست بیاورد. در این فرصت امدن که می‌دانست با سرعت پایین‌تر نمی‌تواند از چنگ دشمن بگریزد، جهت قرار دادن سیدنی در برد اژدرهای خود شروع به نزدیک شدن به آن کرد.
توپ‌های ۱۵۲ میلی‌متری (۶ اینچی) سیدنی نهایتاً فاصله را کشف کرده و خسارت شدیدی به امدن وارد آوردند. قسمت تجهیزات بیسیم امدن منهدم و توپچی‌های یکی از توپ‌های جلوی ناو کشته شدند. ساعت نه و چهل و پنج دقیقه مولز مجدداً تلاش کرد فاصله با دشمن را برای رسیدن به برد اژدرها کم کند. با ادامه تبادل آتش، گلوله ای سکان و گلوله دیگری ابزار تغییر جهت دستی امدن را نیز از کار انداخت. ضربات بعدی سیدنی فاصله‌یاب امدن را منهدم نمود و تلفات گسترده‌ای به خدمه توپ‌های آن زد.
مولر برای بار سوم قصد داشت ناو خود را به سیدنی نزدیک سازد اما سیدنی با چرخش فاصله خود را حفظ کرد. ساعت ده گلوله ای به یکی از توپ‌های آماده شلیک امدن اصابت و آتش بزرگی به پا نمود. اقدام چهارم و نهایی مولر هم برای رسیدن به برد اژدرها با اقدام متقابل و حفظ فاصله از طرف سیدنی بی‌نتیجه ماند.

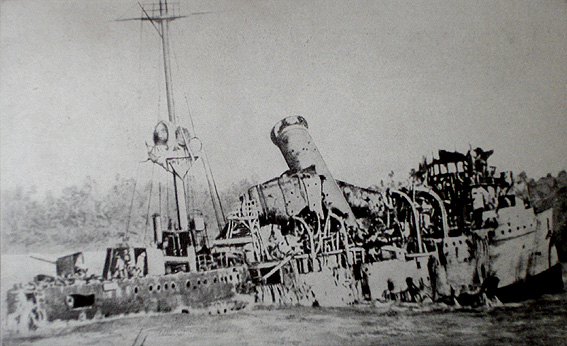
لاشه امدن

ساعت ده و چهل و پنج دقیقه با از دست دادن تعداد زیادی از توپ‌ها و خدمه و تحمل آسیب‌های جدی در بدنه و دودکش‌ها، مولر متقاعد شد که ناو دیگر توان مبارزه با حریف را ندارد. به همین جهت برای جلوگیری از غرق شدن ناو و حفظ جان مابقی خدمه، خود را به ساحل یکی از جزیره‌های مرجانی شمالی رساند. با برخورد کف کشتی به زمین نشست آب به بدنه، قسمت‌های دیگ بخار و موتور در آب فرورفت.
قسمت‌هایی توپ‌ها و ابزار هدف‌گیری اژدرها به نشانه بلااستفاده بودن تسلیحات به بیرون از کشتی پرتاب گردید. کتاب‌های سیگنال دهی و سایر مدارک محرمانه در آتش سوزانده شد.

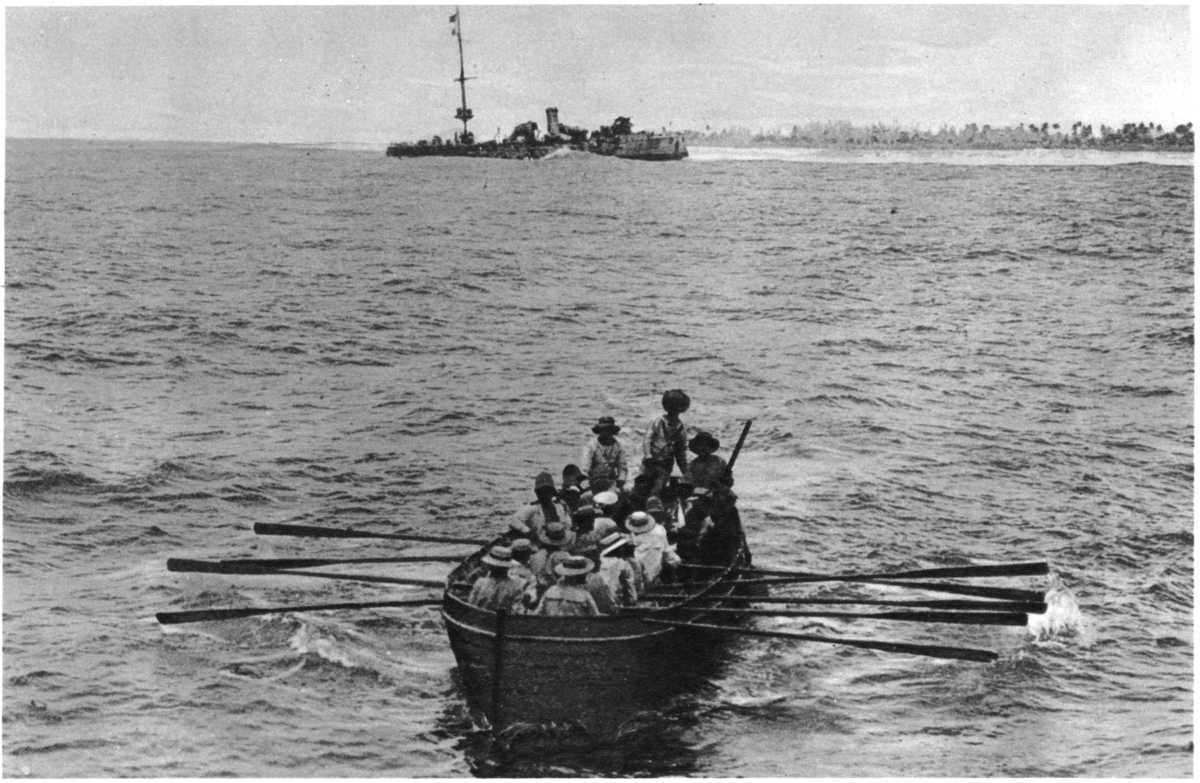
خدمه باقی مانده امدن در قایق

پس از پایان نبرد، سیدنی رو به بورسک که تازه به محل رسیده بود، کرد تا آن تصرف کند اما خدمه با مشاهده نزدیک شدن ناو استرالیایی، کشتی خود را غرق کردند. بدین پس از برداشتن خدمه بورسک، ساعت چهار بعد از ظهر دوباره به سمت امدن رفت تا امکان تسلیم خدمه آن را بررسی کند. با وجود چندین پیام ارسال شده از طرف سیدنی، با توجه به سوزانده شدن کتاب‌های سیگنال دهی، آلمانی‌ها قادر به پاسخگویی نبودند. با برافراشته بودن پرچم جنگ امدن و در نتیجه عدم دریافت جواب، سیدنی به خیال ادامه مقاومت دشمن، دو بار دیگر به سمت آن شلیک کرد که این بار با پایین کشیدن پرچم جنگ و بالا رفتن پرچم سفید رنگ از امدن به آن پایان داد. در اثر همین گلوله‌باران آخر ۷ تن دیگر نیز جان خود را از دست دادند. چهار ملوان هم که قصد شنا به سمت ساحل را داشتند، غرق شدند.
در جریان این درگیری، در مجموع شانزده گلوله از امدن به سیدنی برخورد کرد که به مرگ سه تن از خدمه آن و زخمی شدن سیزده تن انجامید. یکی از زخمی‌ها نیز بعداً در اثر شدت جراحات جان باخت. بیشتر این گلوله با توجه زره ضخیم سیدنی، با خسارت حداقلی بر آن کارگر نیفتاند. در طرف مقابل، از مجموع ۶۷۰ گلوله شلیک شده از سیدنی قریب به ۱۰۰ گلوله به هدف اصابت کرد که موجب مرگ ۱۳۳ تن از ۳۷۶ خدمه امدن گشت.
روز بعد افراد باقی مانده از خدمه امدن به اسارت دشمن درآمدند که نفرات زخمی از آن‌ها به استرالیا و مابقی به اردوگاه اسرای جنگی در مالت انتقال یافتند. اسرای آلمانی در سال ۱۹۲۰ یعنی دو سال پس از پایان جنگ، به آلمان بازگشتند.
موکه و افرادی از خدمه امدن که همراه او در خشکی بودند، این صحنه‌ها را نظاره می‌کردند. به دستور موکه یک کشتی بادبانی قدیمی جهت ترک جزیره و گریز از اسارت، به غنیمت گرفته و آماده شد. این افراد با حمل مقادیری آذوغه، پیش از رسیدن سیدنی جزیره را ترک و ابتدا به پادانگ در هند شرقی هلند و سپس با کشتی آلمانی دیگری خود را به یمن تحت کنترل امپراتوری عثمانی، متحد آلمان در جنگ رساند. از آنجا نیز پس از رفتن به سرزمین‌های شمالی عربستان، با قطار به استامبول رفته و از این طریق ماه ژوئن سال ۱۹۱۵ به آلمان بازگشتند.

## خلاصه موفقیت‌ها

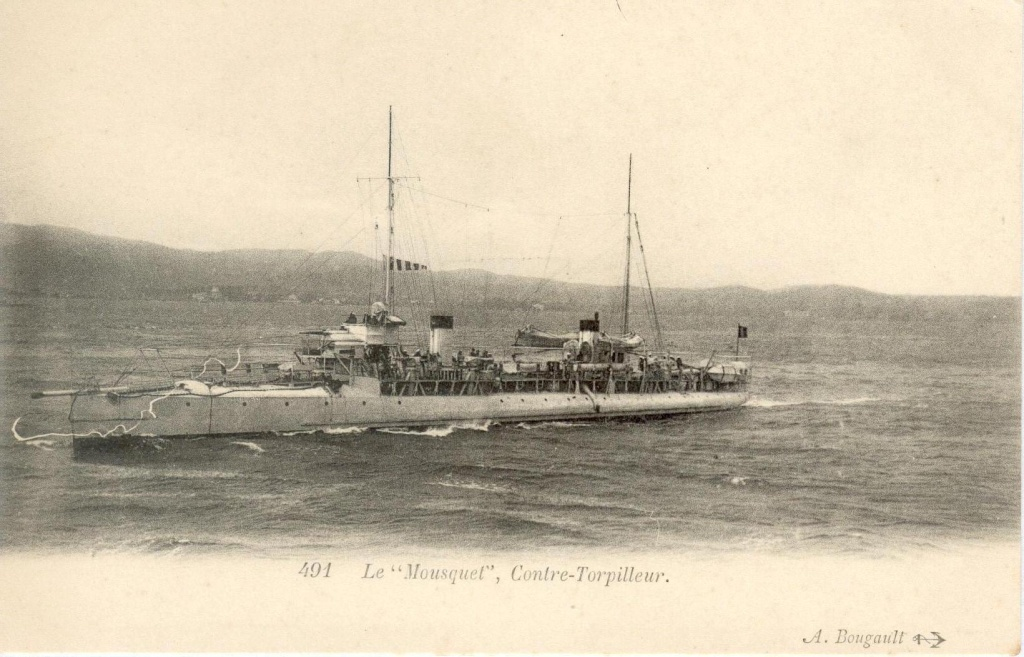
ناوشکن فرانسوی موسکه

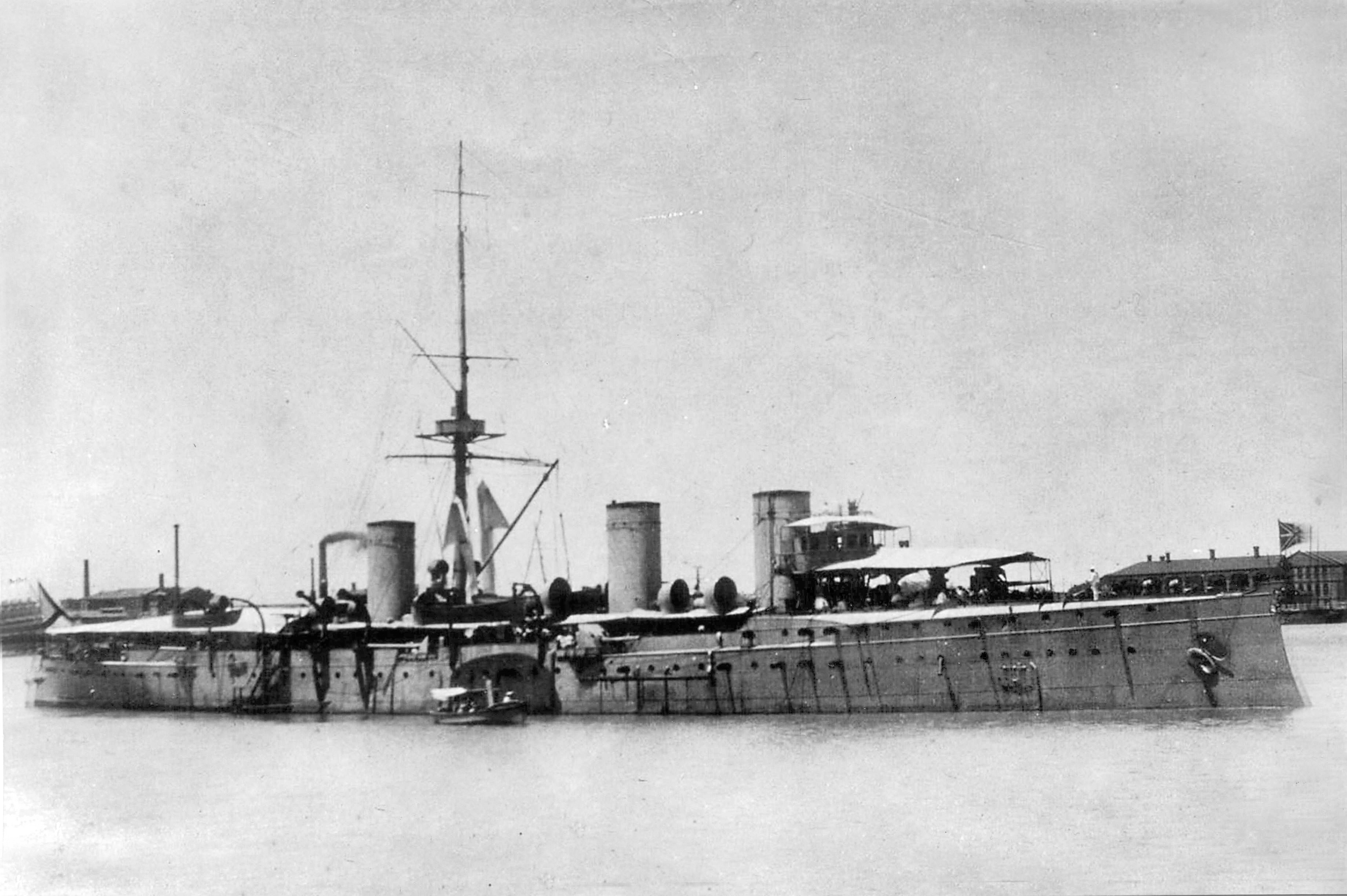
ناو روسی ژمچوگ

امدن در طول عملیات سه ماهه خود بین ماه های اوت تا نوامبر سال ۱۹۱۴ (۸۸ روز) در اقیانوس هند و آب های مجاور آن، ۵۶ هزار کیومتر (۳۰ هزار مایل دریایی) مسافت را پیمود و در مجموع دو کشتی جنگی متفقین، شانزده کشتی بخار بریتانیایی و یک کشتی تجاری روسی را با مجموع وزن ناخالص۷۰٬۸۲۵ تن غرق کرده یا به غنیمت گرفت. چهار کشتی بریتانیایی دیگر توسط امدن متوقف و سپس رها و یک فله‌بر بریتانیایی و یک فله‌بر یونانی نیز به عنوان کشتی پشتیبانی استفاده گردیدند.
در تمامی این اقدامات، امدن و خدمه آن از وارد آوردن تلفات به نیروهای غیر رزمی، غیر نظامیان و اسرا اجتناب کردند. تنها غیرنظامیانی که در این عملیات ها کشته شدند، پنج ملوان کشتی تجاری بودند که در بمباران بندر مدرس جان خود را از دست دادند. همه اسیرانی که از شناورهای دشمن گرفتار امدن می گردیدند به کمک شناورهای دیگر توقیفی آزاد و به خشکی باز می گشتند. سه ملوان اسیر موسکه، ناوشکن فرانسوی که بر عرشه امدن جان باختند، با احترام کامل نظامی به دریا سپرده شدند.
به سبب همین عملکرد درخشان و متمایز، پس از انهدام امدن، نشان صلیب آهنین توسط قیصر ویلهلم دوم، امپراتور آلمان به این کشتی اهدا شد و مقرر گشت ناو دیگری با همین نام به افتخار آن ساخته شود. به دستور ویلهلم دوم یک صلیب آهنین بزرگ به جهت معرفی سلف خود، بر روی قسمت جلویی بدنه این کشتی حک گردید. کشتی دیگری نیز در دهه ۱۹۲۰ میلادی توسط رایشسمارینه به افتخار امدن ساخته شد و نام آن را به خود گرفت. این کشتی نیز یک نشان صلیب آهنین و نشاه های افتخار دیگری به یاد دو امدن پیشین بر روی بدنه خود داشت. نیروی دریایی آلمان غربی هم بعدها، دو ناوچه خود را امدن نامید.
| نوع کشتی/ هدف  | نام کشتی                 | وزن ناخالص | کشور         | زمان            | سرنوشت               | توضیحات                        |
| -------------- | ------------------------ | ---------- | ------------ | --------------- | -------------------- | ------------------------------ |
| کشتی باری      | رجاسان (ریازان)          | ۳۴۳۳       | روسیه        | ۴ اوت ۱۹۱۴      | غنیمتی               | تبدیل به ناو کمکی کرموران      |
| کشتی باری      | پونتوپوروس               |            | یونان        | ۹ سپتامبر ۱۹۱۴  | غنیمیتی              |                                |
| کشتی باری      | ایندوس                   | ۳۴۱۲       | بریتانیا     | ۱۰ سپتامبر ۱۹۱۴ | غرق شده              |                                |
| کشتی باری      | لوات                     | ۶۰۱۲       | بریتانیا     | ۱۱ سپتامبر ۱۹۱۴ | غرق شده              |                                |
| کشتی باری      | کابینگا                  | ۴۶۵۷       | بریتانیا     | ۱۲ سپتامبر ۱۹۱۴ | توقیف                | ۱۴ سپتامبر ۱۹۱۴ رها شد         |
| کشتی باری      | کیلین                    | ۶۰۰۰       | بریتانیا     | ۱۲ سپتامبر ۱۹۱۴ | توقیف                | ۱۳ سپتامبر ۱۹۱۴ غرق شد         |
| کشتی باری      | دیپلمات                  | ۷۶۱۵       | بریتانیا     | ۱۳ سپتامبر ۱۹۱۴ | غرق شده              |                                |
| کشتی باری      | ترابوک                   | ۴۰۲۸       | بریتانیا     | ۱۴ سپتامبر ۱۹۱۴ | غرق شده              |                                |
| کشتی باری      | کلن متسون                | ۴۷۷۵       | بریتانیا     | ۱۵ سپتامبر ۱۹۱۴ | غرق شده              |                                |
| مخازن نفت مدرس | –                        |            | راج بریتانیا | ۲۲ سپتامبر ۱۹۱۴ | –                    | منهدم و سوزانده شد             |
| کشتی باری      | کینگ لود                 | ۳۶۵۰       | بریتانیا     | ۲۵ سپتامبر ۱۹۱۴ | غرق شده              |                                |
| کشتی باری      | تامریک                   |            | بریتانیا     | ۲۶ سپتامبر ۱۹۱۴ | غرق شده              |                                |
| کشتی باری      | گریفویل                  | ۴۴۳۷       | بریتانیا     | ۲۶ سپتامبر ۱۹۱۴ | توقیف                | با اسرا رها شد                 |
| کشتی باری      | بورسک                    | ۴۳۵۰       | بریتانیا     | ۲۶ سپتامبر ۱۹۱۴ | غنیمتی               | ۹ نوامبر غرق شد                |
| کشتی باری      | ریبرا                    | ۳۵۰۰       | بریتانیا     | ۲۷ سپتامبر ۱۹۱۴ | غرق شده              |                                |
| کشتی باری      | فویل                     | ۴۱۴۷       | بریتانیا     | ۲۷ سپتامبر ۱۹۱۴ | غرق شده              |                                |
| کشتی باری      | کلن گرانت                | ۳۸۴۸       | بریتانیا     | ۱۶ اکتبر ۱۹۱۴   | غرق شده              |                                |
| لایروب         | پونرابل                  |            | بریتانیا     | ۱۶ اکتبر ۱۹۱۴   | غرق شده              |                                |
| کشتی باری      | بنمُر                     | ۴۸۰۶       | بریتانیا     | ۱۶ اکتبر ۱۹۱۴   | غرق شده              |                                |
| کشتی باری      | ترویلوس                  | ۷۵۶۲       | بریتانیا     | ۱۸ اکتبر ۱۹۱۴   | غرق شده              |                                |
| کشتی باری      | سنت اگبرت                | ۵۵۹۷       | بریتانیا     | ۱۸ اکتبر ۱۹۱۴   | غرق شده              |                                |
| کشتی باری      | اکسفِرد                   | ۴۴۵۲       | بریتانیا     | ۱۸ اکتبر ۱۹۱۴   | غنیمتی               | رها شد                         |
| کشتی باری      | چیلکانا                  | ۵۲۲۰       | بریتانیا     | ۱۹ اکتبر ۱۹۱۴   | غرق شده              |                                |
| ناو محافظت شده | ناو محافظت‌شده روسی ژمچوگ |            | روسیه        | ۲۸ اکتبر ۱۹۱۴   | غرق شده              | در بندر پنانگ                  |
| ناوشکن         | موسکه                    |            | فرانسه       | ۲۸ اکتبر ۱۹۱۴   | غرق شده              | بندر پنانگ                     |
| کشتی باری      | نیوبرن                   |            | بریتانیا     | ۳۰ اکتبر ۱۹۱۴   | توقیف                | با اسرای فرانسوی رها شد        |
| ناو            | –                        |            | استرالیا     | ۹ نوامبر ۱۹۱۴   | آسیب دید             | نبرد دریایی در جزایر کوکوس     |
| جزایر کوکوس    |                          |            | بریتانیا     | ۹ نوامبر ۱۹۱۴   | تصرف ایتسگاه مخابرات | به غنیمت گرفتن یک کشتی بادبانی |

| نوع کشتی       | نام کشتی | کشور     | کلاس     | توضیحات                          |
| -------------- | -------- | -------- | -------- | -------------------------------- |
| ناو محافظت شده | آسکولد   | روسیه    | کشتی تک  |                                  |
| ناو محافظت شده | ژمچوگ    | روسیه    | ایزومرود | توسط امدن غرق شد                 |
| ناو            | دیوپلکس  | فرانسه   | دیوپلکس  |                                  |
| قایق اژدرانداز | دیبرویل  | فرانسه   | دیبرویل  |                                  |
| ناوشکن         | موسکه    | فرانسه   | ارکوبوس  | توسط امدن غرق شد                 |
| ناو زرهی       | مینوتور  | بریتانیا | مینوتور  |                                  |
| ناو زرهی       | همپشایر  | بریتانیا | دوونشایر |                                  |
| رزم‌ناو سبک     | یارموت   | بریتانیا | وِیموث    |                                  |
| رزم‌ناو سبک     | ملبون    | استرالیا | چاتم     |                                  |
| رزم‌ناو سبک     | سیدنی    | استرالیا | چاتم     | امدن را در جزایر کوکوس منهدم کرد |
| رزم‌ناو سبک     | سایکی    | بریتانیا | پلوراس   |                                  |
| رزم‌ناو سبک     | پیراموس  | بریتانیا | پلوراس   |                                  |
| رزم‌ناو سبک     | فیلومل   | نیوزیلند | پرل      |                                  |
| ناو            | چیکوما   | ژاپن     | تَن       |                                  |
| ناو            | ایبوکی   | ژاپن     | ایبوکی   |                                  |
| ناو زرهی       | نیسشین   | ژاپن     | کاسوگا   |                                  |